# Данієль Грегорич
Данієль Грегорич Ечаваррія (ісп. Daniel Grégorich Hechavarría; нар. 7 травня 1996, Арройо-Наранхо, Гавана) — кубинський борець греко-римського стилю, срібний та бронзовий призер чемпіонатів світу серед молоді, чотириразовий чемпіон та срібний призер Панамериканських чемпіонатів, чемпіон та бронзовий призер Панамериканських ігор, чемпіон Центральноамериканського і Карибського чемпіонату, дворазовий чемпіон Центральноамериканських і Карибських ігор, учасник Олімпійських ігор.

## Життєпис
Боротьбою почав займатися з 2003 року.
Виступає за борцівський клуб «Серро Пеладо» Гавана. Тренер — Рауль Трухільйо, Маріо Олівера.

## Спортивні результати на міжнародних змаганнях

### Виступи на Олімпіадах
| Змагання                    | Збірна | Вагова категорія                 | Місце |
| --------------------------- | ------ | -------------------------------- | ----- |
| Літні Олімпійські ігри 2020 | Куба   | греко-римська боротьба, до 87 кг | 9     |

### Виступи на Чемпіонатах світу
| Змагання                        | Збірна | Вагова категорія                 | Місце |
| ------------------------------- | ------ | -------------------------------- | ----- |
| Чемпіонат світу з боротьби 2017 | Куба   | греко-римська боротьба, до 85 кг | 7     |
| Чемпіонат світу з боротьби 2018 | Куба   | греко-римська боротьба, до 87 кг | 12    |
| Чемпіонат світу з боротьби 2019 | Куба   | греко-римська боротьба, до 87 кг | 7     |
| Чемпіонат світу з боротьби 2023 | Куба   | греко-римська боротьба, до 87 кг | 28    |

### Виступи на Панамериканських чемпіонатах
| Змагання                                   | Збірна | Вагова категорія                 | Місце  |
| ------------------------------------------ | ------ | -------------------------------- | ------ |
| Панамериканський чемпіонат з боротьби 2017 | Куба   | греко-римська боротьба, до 85 кг | Срібло |
| Панамериканський чемпіонат з боротьби 2018 | Куба   | греко-римська боротьба, до 87 кг | Золото |
| Панамериканський чемпіонат з боротьби 2020 | Куба   | греко-римська боротьба, до 87 кг | 5      |
| Панамериканський чемпіонат з боротьби 2022 | Куба   | греко-римська боротьба, до 87 кг | Золото |
| Панамериканський чемпіонат з боротьби 2023 | Куба   | греко-римська боротьба, до 87 кг | Золото |
| Панамериканський чемпіонат з боротьби 2024 | Куба   | греко-римська боротьба, до 87 кг | Золото |

### Виступи на Панамериканських іграх
| Змагання                  | Збірна | Вагова категорія                 | Місце  |
| ------------------------- | ------ | -------------------------------- | ------ |
| Панамериканські ігри 2019 | Куба   | греко-римська боротьба, до 87 кг | Бронза |
| Панамериканські ігри 2023 | Куба   | греко-римська боротьба, до 87 кг | Золото |

### Виступи на Центральноамериканських і Карибських чемпіонатах
| Змагання                                                       | Збірна | Вагова категорія                 | Місце  |
| -------------------------------------------------------------- | ------ | -------------------------------- | ------ |
| Центральноамериканський і Карибський чемпіонат з боротьби 2018 | Куба   | греко-римська боротьба, до 87 кг | Золото |

### Виступи на Центральноамериканських і Карибських іграх
| Змагання                                     | Збірна | Вагова категорія                 | Місце  |
| -------------------------------------------- | ------ | -------------------------------- | ------ |
| Центральноамериканські і Карибські ігри 2018 | Куба   | греко-римська боротьба, до 87 кг | Золото |
| Центральноамериканські і Карибські ігри 2023 | Куба   | греко-римська боротьба, до 87 кг | Золото |

### Виступи на інших змаганнях
| Змагання                                                     | Збірна | Вагова категорія                 | Місце  |
| ------------------------------------------------------------ | ------ | -------------------------------- | ------ |
| Золотий Гран-прі з боротьби 2016                             | Куба   | греко-римська боротьба, до 85 кг | 5      |
| Cerro Pelado International 2017                              | Куба   | греко-римська боротьба, до 85 кг | Золото |
| Cerro Pelado International 2018                              | Куба   | греко-римська боротьба, до 87 кг | 5      |
| Кубок Гранми і Серро-Пеладо з боротьби 2020                  | Куба   | греко-римська боротьба, до 87 кг | Золото |
| Олімпійський кваліфікаційний турнір з боротьби 2020 (Оттава) | Куба   | греко-римська боротьба, до 87 кг | Срібло |
| Відкритий чемпіонат Загреба з боротьби 2024                  | Куба   | греко-римська боротьба, до 87 кг | 5      |
| Олімпійський кваліфікаційний турнір з боротьби 2024          | Куба   | греко-римська боротьба, до 87 кг | Бронза |

### Виступи на змаганнях молодших вікових груп
| Змагання                                     | Збірна | Вагова категорія                 | Місце  |
| -------------------------------------------- | ------ | -------------------------------- | ------ |
| Чемпіонат світу з боротьби серед молоді 2018 | Куба   | греко-римська боротьба, до 87 кг | Срібло |
| Чемпіонат світу з боротьби серед молоді 2019 | Куба   | греко-римська боротьба, до 87 кг | Бронза |